# قطعنامه ۱۴۰۱ شورای امنیت
قطعنامه ۱۴۰۱ شورای امنیت سازمان ملل متحد که در تاریخ ۲۸ مارس ۲۰۰۲ تصویب شد، سندی بین‌المللی دربارهٔ اوضاع در افغانستان است. این قطعنامه طی نشست ۴۵۰۱ام با ۱۵ رای موافق، ۰ مخالف و ۰ ممتنع تصویب شد.